# Lords of Decadence
Lords of Decadence is een Oostenrijkse deathmetalgroep uit Wenen. De band werd opgericht in de zomer van 2000 door Norbert Leitner en Andreas Tuma. Tegen het einde van het jaar kwam ook de broer Werner Kladler bij de band. Sinds oktober 2001 repeteren ze regelmatig, eerst in de Sound Forge-studio in Wenen en sinds de herfst van 2003 in hun eigen studio de "black box studio".
In 2002 nam de band hun eerste demo op, genaamd Hellraiders en een dvd met de naam Lords of Decadence. In 2003 bereikte ze de finale van de Oostenrijkse Emergeza. Sindsdien doen ze enkel optredens en internationale Metalfestivals. In 2004 werden ze derde in de Austrian Band Contest. In hetzelfde jaar doen ze ook  andere optredens en zijn ze de openingsband op het Summer Breeze Festival. Hiernaast heeft de band ook zijn debuutalbum uitgebracht genaamd Cognitive Note of Discord. In 2005 tekende de band een contract met het Italiaanse label Scarlet Records voor het album Cognitive Note of Discord, om het album onder dit label te heruitbrengen. In 2006 bracht de band een tweede album uit Bound to Fall.

## Albums
- Hellraiders (demo, 2002)
- Lords of Decadence (demo, 2002)
- Cognitive Note of Discord (album, 2004)
- Cognitive Note of Discord (heruitgave, 2005, Scarlet Records)
- Bound to Fall (album, 2006)